# Siegfried Nagl

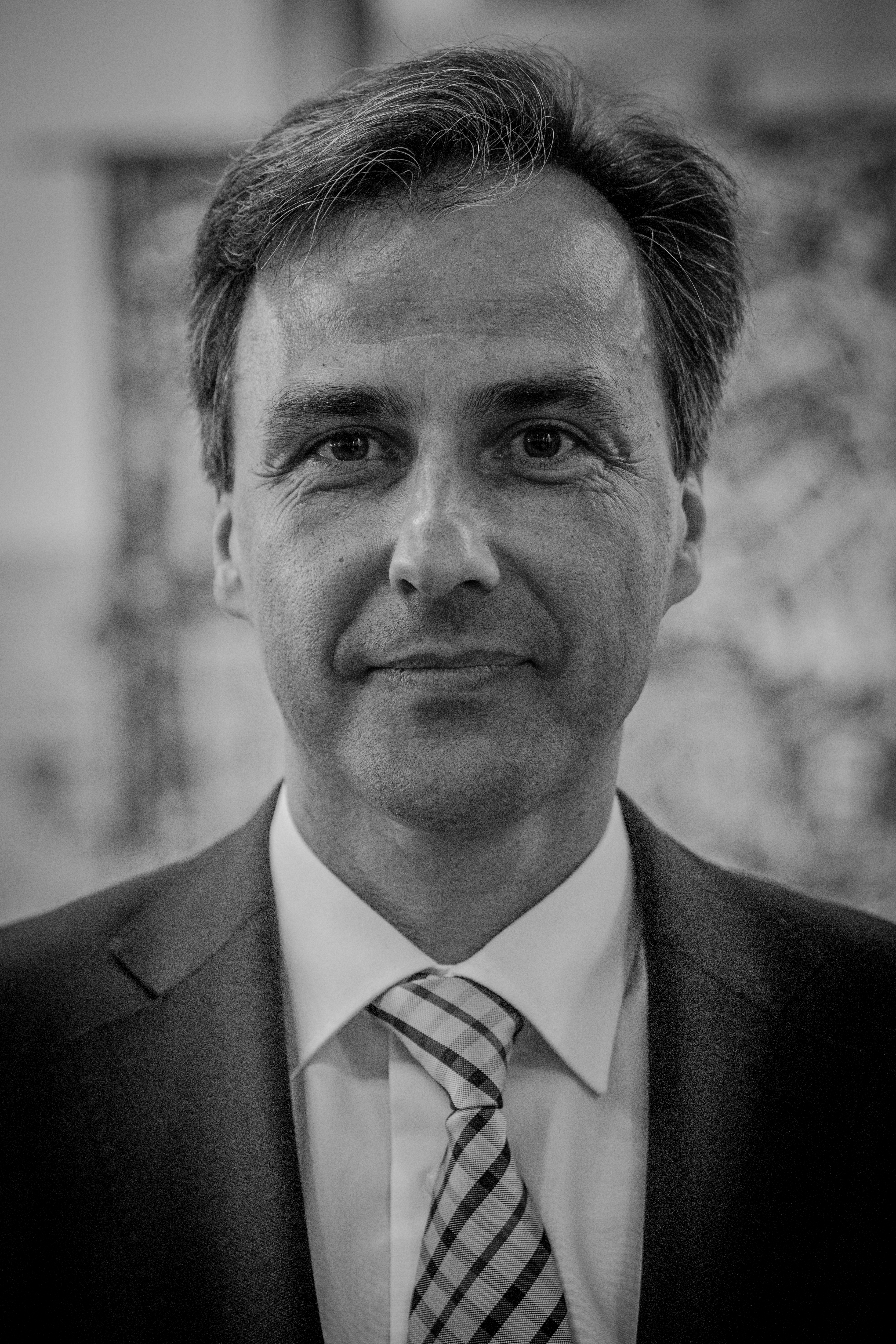
Siegfried Nagl (2014)

Siegfried Nagl (* 18. April 1963 in Graz) ist ein österreichischer Politiker (ÖVP). Von 2003 bis 2021 war er Bürgermeister der steirischen Landeshauptstadt Graz. Er hatte dieses Amt länger inne als jeder Bürgermeister vor ihm. Nach einer überraschenden Niederlage bei der Gemeinderatswahl 2021 zog er sich aus der Politik zurück.

## Leben und Beruf
Siegfried Nagl wurde als drittes von vier Kindern einer Grazer Familie geboren. Er besuchte bis 1982 die Bundeshandelsakademie Graz I, die heutige Handelsakademie. Während seines Studiums der Sozial- und Wirtschaftswissenschaften an der Grazer Karl-Franzens-Universität wurde er Mitglied der katholischen Studentenverbindung KÖHV Carolina Graz im ÖCV. 1988 schloss er das Studium mit einem Magistergrad ab. Nagl wurde geschäftsführender Gesellschafter des elterlichen Betriebes, der Firma Klammerth in der Grazer Herrengasse. 1996 wurde er Obmann der Grazer Innenstadt-Initiative, einer Interessensvertretung des Einzelhandels der Innenstadt.
Ab dem 1. Oktober 2022 ist er in der Wirtschaftskammer Österreich (WKO) für die Koordinierung eines Energiemasterplans zuständig.
Nagl ist verheiratet und hat vier Kinder.

## Politik

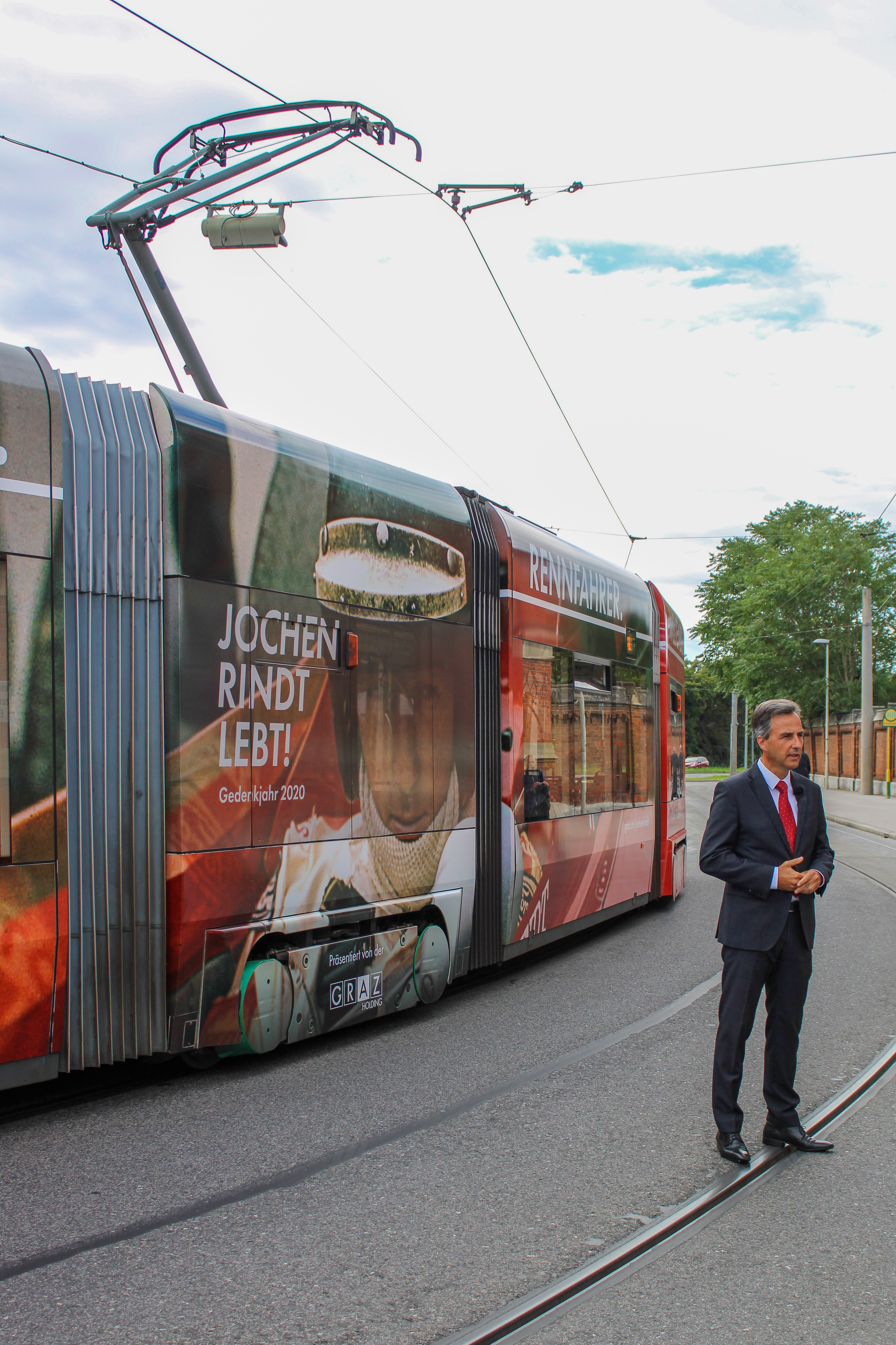
Bürgermeister Siegfried Nagl bei einer Straßenbahntaufe der Graz Linien (2020)

Erste politische Aktivitäten setzte Nagl 1996 als stellvertretender Obmann des Grazer Wirtschaftsbundes sowie 1997 als Landesobmann-Stellvertreter des Steirischen Wirtschaftsbundes.
In der Zeit von 1998 bis 2003 war er Stadtrat der Stadt Graz und zuständig für die Bereiche Finanzwesen, Liegenschaften, Kultur und Landwirtschaft. Seit Jänner 2000 ist er Stadtparteiobmann der ÖVP-Graz und seit 2002 Vorsitzender der kommunalpolitischen Vereinigung Österreichs.

### Erste Amtsperiode (2003 – 2008)
2003 gewann die ÖVP die Grazer Gemeinderatswahlen und Nagl wurde von einer Koalition aus ÖVP und SPÖ zum Bürgermeister gewählt. Im selben Jahr war Graz Kulturhauptstadt Europas, Nagl konnte viele der noch unter seinem Vorgänger Alfred Stingl (SPÖ) initiierten Projekte wie die Murinsel, das Kunsthaus und die Helmut-List-Halle eröffnen. Nachdem Graz schon 2001 den Titel „Menschenrechtsstadt“ erhalten hatte, wurde 2007 ein Menschenrechtsbeirat eingeführt. Im selben Jahr wurden die Straßenbahnlinien 4 und 6 verlängert und das Park+Ride-Center beim Einkaufszentrum Murpark eröffnet. Durch Maßnahmen wie die Eröffnung der neuen Schlossbergbahn (2004) oder die Renovierung des Grazer Flughafens (2005) profitierte in den folgenden Jahren der Grazer Tourismus, für 2013 konnte Nagl schließlich den Nächtigungsrekord von über 1 Million Nächtigungen verkünden.

### Zweite Amtsperiode (2008 – 2012)
Bei den Gemeinderatswahlen 2008 verbuchte die ÖVP unter Nagl leichte Zugewinne und trat in der Folge in Koalitionsgespräche mit SPÖ und Grünen ein. Am 3. März 2008 einigte sich seine Partei, erstmals in der Geschichte der Stadt, mit den Grünen über ein Arbeitsübereinkommen bis 2013. Im Juli 2008 war die Stadt Graz Ausrichter der World Choir Games mit 20.000 Teilnehmern aus 93 Nationen. In dieser zweiten Amtsperiode 2009 und 2010 mit dem Projekt Graz Hauptbahnhof 2020 an Ausbauten des Grazer Hauptbahnhofes gearbeitet, um seiner Funktionen als Nah- und Fernverkehrsknoten gerecht zu werden. Der Fußballverein Sturm Graz erhielt 2010 ein neues Trainingszentrum. Ebenfalls 2010 wurde die bestehende Welterbestätte „Graz – Historisches Zentrum“ um das Schloss Eggenberg erweitert und im März 2011 Graz als City of Design in das internationale Netzwerk der weltweit kreativsten Städte aufgenommen. Parallel wurde 2011 das Joanneumsviertel als neues Kulturzentrum mit historischen Museen und Bibliotheksgebäuden eröffnet. 2012 begann die Stadtteilentwicklung auf den Reininghausgründen und der Umbau des Stadtmuseums, das seither als Graz Museum bezeichnet wird. Am Projekt auf den Reininghausgründen zerbrach die Koalition zwischen der ÖVP und den Grünen im Mai 2012. Zur Debatte stand, ob die Stadt Graz das 54 Hektar große Gelände für 75 Millionen Euro von privaten Investoren kaufen sollte. Während Bürgermeister Nagl eine diesbezügliche Bürgerbefragung bereits im Juni 2012 abhalten wollte, waren die Grünen, ebenso wie andere Parteien, für einen Termin im Herbst 2012 eingetreten. Nagl kündigte daraufhin die Koalition auf, und es kam zu vorgezogenen Wahlen.

### Dritte Amtsperiode (2012 – 2017)
Bei der Gemeinderatswahl am 25. November 2012 hielt die ÖVP mit Nagl als Spitzenkandidat mit 33,74 % der Stimmen den ersten Rang, verlor damit jedoch 4,63 % Stimmenanteil gegenüber 2008. Nagl stellte den Anspruch auf das Bürgermeisteramt und wurde wieder Bürgermeister. Im Gemeinderat herrscht das freie Spiel der Kräfte, das Budget wurde am Anfang der Legislaturperiode durch einen Stabilitätspakt getragen, auf den sich ÖVP, SPÖ und FPÖ geeinigt hatten. 2014 erfolgte die Eröffnung der Märchenbahn im Schlossberg. Allgemeinen Respekt erwarb sich Nagl durch seinen Umgang mit der Amokfahrt von Graz. Er hat selbst von seinem Motorroller aus im Rückspiegel das Kollidieren des Geländewagens mit einer Person am Gehsteig miterlebt.
Als die FPÖ den Stabilitätspakt auf Grund eines Projekts am Thalersee aufkündigte, konnte nach Verhandlungen mit der KPÖ das Doppelbudget für die folgenden Jahre 2015/16 durch deren Zustimmung gesichert werden. Nach dem Rückzug der SPÖ-Vizebürgermeisterin Martina Schröck übernahm Elke Kahr von der KPÖ dieses Amt. Die Stadtregierung zerbrach schließlich an der Frage nach dem Budget für 2017. Die KPÖ hatte ihre Unterstützung an eine Volksbefragung zum geplanten Murkraftwerk geknüpft. Infolge beantragten ÖVP und SPÖ eine Selbstauflösung des Grazer Gemeinderats, eine Maßnahme, die so zum ersten Mal seit Gründung der Zweiten Republik beschlossen wurde. Lediglich die FPÖ stimmte der Auflösung nicht zu.

### Vierte Amtsperiode (2017 – 2021)
Bei der vorgezogenen Gemeinderatswahl am 5. Februar 2017 konnte die ÖVP mit Spitzenkandidat Nagl mit 37,79 % ihren ersten Rang halten. Nach der Wahl ging Nagls ÖVP eine Koalition mit der FPÖ ein, Stellvertretender Bürgermeister wurde Mario Eustacchio. Als inhaltliches Programm für die Jahre 2017–2022 stellte die Stadtregierung die Agenda Graz 22 vor. Nachdem ein Großteil der Punkte umgesetzt worden war, erweiterte die Regierung die Agenda 22 Plus Anfang 2020 um 82 Punkte. 2017 war Graz neben Schladming und der Ramsau Ausrichter der Special Olympics World Winter Games. Das im Jahr 2016 sanierte Eisstadion Graz-Liebenau wurde um die neue Eishalle B erweitert, die Anfang Oktober 2020 eröffnet wurde. Im Jänner dieses Jahres war Graz mit der Steiermarkhalle Premstätten-Schwarzlsee Austragungsort der Eiskunstlauf-EM 2020.
Im November 2018 wurde der erste Green Tech Hub Österreichs im Science Tower eröffnet, dort finden Unternehmen und Startups, die im Bereich der grünen Technologie tätig sind, Büroräumlichkeiten. Im September 2019 wurde verkündet, dass insgesamt 30 Millionen Euro für den Grazer Klimaschutzfond investiert werden, darauf hat das Land Steiermark im November diesen um weitere 30 Millionen aufgestockt. Im Oktober 2019 wurde das umstrittene Grazer Murkraftwerk in Betrieb genommen, die in Verbindung mit dessen Stausee geschaffene neue Augartenbucht bietet einen direkten Zugang zum Wasser im Grazer Stadtzentrum. Im Rahmen des Projektes Fahrradhauptstadt Graz sollten bis 2030 100 Millionen Euro in die Rad-Infrastruktur in Graz investiert werden. Am 28. Juni 2021 gab Nagl bekannt, den Wahltermin für die Gemeinderats-, Bezirksrats- und MigrantInnenbeiratswahl auf den 26. September 2021 gesetzt zu haben. Mit diesem frühestmöglichen Termin (erwartet worden war eine Wahl im Frühling 2022) überraschte er seine politischen Mitbewerber, darunter auch den Koalitionspartner FPÖ, der von Nagls Ankündigung offenbar überrumpelt wurde.
Bei der Gemeinderatswahl 2021 unterlag Nagls ÖVP überraschend der KPÖ. Nagl gab noch am Wahlabend seinen Rückzug aus der Politik bekannt. Für Stirnrunzeln sorgte am Wahlabend seine Formulierung, dass er seine „schützende und helfende Hand von Graz zurückziehen“ werde. Zu seinem Nachfolger als Stadtparteiobmann der Grazer Volkspartei wurde am 27. September 2021 Kurt Hohensinner gewählt.

## Kritik
In Kritik geraten war Nagl nach Einführung der Eingetragenen Partnerschaft in Österreich im Jahr 2010, als er gleichgeschlechtlichen Paaren die Durchführung der Zeremonie im Trauungssaal des Rathauses verweigerte. Er begründete seine Entscheidung damit, dass eine eingetragene Partnerschaft keine Trauung sei und stellte homosexuellen Paaren stattdessen das Mediacenter im Rathaus zur Verfügung. Erst im September 2013, nachdem der Verfassungsgerichtshof entschieden hatte, dass die „unterschiedliche Behandlung von Menschen, die sich verehelichen, und Menschen, die eine eingetragene Partnerschaft eingehen, nicht zulässig ist“, wurde der Trauungssaal des Grazer Rathauses für gleichgeschlechtliche Paare geöffnet.  Bereits 2003 hatte Nagl gegenüber der Zeitung Die Presse erklärt, er weigere sich, „Homosexualität zur Normalität in unserer Gesellschaft zu erklären“ und die Hoffnung geäußert, dass „der Glaube vielleicht für diese Menschen dazu führen könnte, dass sie mit dieser Form des Zusammenlebens aufhören“.
Im Jahr 2017 bekannte er sich öffentlich zum Bau des Grazer Murkraftwerks, was zu Demonstrationen von politischen Gegnerschaften führte. Kritisiert wurden vor allem die hohen Kosten des Murkraftwerks, die Rodungen von rund 8.000 Bäumen entlang des Grazer Murufers sowie die fehlende Wirtschaftlichkeit und Umweltverträglichkeit.
Umstritten war auch die Bewerbung der Stadt Graz als Kandidatenstadt für die Olympischen Winterspiele 2026, die von Nagl initiiert und forciert wurde. Die politische Gegnerschaft warnte vor allem vor enorm hohen Ausgaben, glaubte nicht an eine IOC-Trendwende und forderte daher eine Volksbefragung, der Nagl aber mit ablehnender Haltung gegenüberstand.
Häufige Diskussionspunkte während allen Amtsperioden Nagls waren große Bauprojekte, für die er sich persönlich als Teil seiner politischen Agenda sehr einsetzte. Umgesetzt wurden etwa das Murkraftwerk oder die Stadtentwicklungsprojekte auf den Reininghausgründen oder die Smart City Graz. Unter den Gescheiterten finden sich Pläne wie eine Seilbahn auf den Plabutsch oder entlang der Mur (Murgondel). Zu Ende seiner letzten Amtsperiode hatte er den Bau einer U-Bahn Graz forciert. Von politischen Gegnern wurde Nagl aufgrund des Bauvolumens als „Beton-Siegi“ verunglimpft.

## Auszeichnungen
- 2018: Ehrenritter des habsburgischen St.-Georgs-Ordens[50][51]
- 2022: Ehrenring des Landes Steiermark[52]
- 2022: Ehrenbürger der Stadt Graz[53]

## Belege
1. ↑  Ehemaliger Grazer Bürgermeister Nagl nimmt Job bei Wirtschaftskammer an. In: DerStandard.at/APA. 28. September 2022, abgerufen am 28. September 2022.
2. ↑  Sonja Tautscher: Lebenslauf Bürgermeister Siegfried Nagl. In: Stadtportal der Landeshauptstadt Graz. Archiviert vom Original am 17. Juli 2018; abgerufen am 17. Juli 2018.
3. ↑  Stadtportal der Landeshauptstadt Graz, Sonja Tautscher: Die Murinsel - Stadtportal der Landeshauptstadt Graz. Abgerufen am 30. September 2020.
4. ↑  Architektur - Kunsthaus Graz | Kunsthaus Graz. Abgerufen am 30. September 2020.
5. ↑  Helmut List-Halle eröffnet - derStandard.at. Abgerufen am 30. September 2020 (österreichisches Deutsch).
6. ↑  Stadtportal der Landeshauptstadt Graz, Admin (Graz Press Service): Geschichte der Menschenrechtsstadt Graz - Stadtportal der Landeshauptstadt Graz. Abgerufen am 30. September 2020.
7. ↑  Zukunftsprojekt - Ausbau der Straßenbahn in Graz. 5. Oktober 2007, abgerufen am 8. Oktober 2020.
8. ↑  Debakel um Kosten bei Parkcenter in Liebenau > Kleine Zeitung. 16. Juni 2010, archiviert vom Original (nicht mehr online verfügbar) am 16. Juni 2010; abgerufen am 8. Oktober 2020.
9. ↑  Schloßbergbahn Graz | Standseilbahn auf den Grazer Schloßberg | Infos. In: Graz.net. Abgerufen am 29. September 2020.
10. ↑  Flughafen Graz :: Fakten zum Terminal :: Fluginformationen, Flugplan, Abflug, Ankunft, Reisen. Abgerufen am 29. September 2020.
11. ↑  Tourismusbilanz 2014. Archiviert vom Original am 24. April 2015; abgerufen am 29. September 2020.
12. ↑  World Choir Games 2008 – Graz: INTERKULTUR. Abgerufen am 7. Oktober 2020.
13. ↑  Stadtportal der Landeshauptstadt Graz Graz-Stadtbaudirektion: Nahverkehrsdrehscheibe Hauptbahnhof - Stadtportal der Landeshauptstadt Graz. Abgerufen am 7. Oktober 2020.
14. ↑  SK Sturm eröffnet Trainingszentrum neu. Abgerufen am 6. Oktober 2020.
15. ↑  UNESCO-Welterbe - Schloss Eggenberg | Schloss Eggenberg. Abgerufen am 29. September 2020.
16. ↑  Graz UNESCO City of Design - City of Design Graz. City of Design Graz Graz-CityofDesign, abgerufen am 29. September 2020.
17. ↑  Geschichte und Bau - Joanneumsviertel | Joanneumsviertel. Abgerufen am 30. September 2020.
18. ↑  Die Reininghaus Hintergründe. Abgerufen am 8. Oktober 2020 (österreichisches Deutsch).
19. ↑  Über uns. Archiviert vom Original am 11. Oktober 2020; abgerufen am 8. Oktober 2020.
20. ↑  Koalition geplatzt: Nagl: "Ich will jetzt einen neuen Weg gehen". In: kleinezeitung.at. 31. Mai 2012, abgerufen am 6. November 2021.
21. ↑  GR-Wahl 2012: Sitzverteilung  - Stadtportal der Landeshauptstadt Graz. In: Stadtportal der Landeshauptstadt Graz. Abgerufen am 17. Juli 2018.
22. ↑  Neueröffnung der Grazer Märchenbahn - INSIDE-GRAZ.AT. In: Inside Graz. 13. November 2014, abgerufen am 30. September 2020.
23. 1 2  Rückblick: Was von der Ära Nagl in der Landeshauptstadt bleibt. In: kleinezeitung.at. 27. September 2021, abgerufen am 6. November 2021.
24. ↑  FPÖ steigt aus Grazer Stabilitätspakt aus, orf.at, abgerufen am 17. Mai 2017
25. ↑  Grazer KPÖ stimmt Doppelbudget zu, orf.at, abgerufen am 17. Mai 2017
26. ↑  Grazer Gemeinderat löste sich auf: Neuwahlen Anfang 2017. In: kurier.at. 17. November 2016, abgerufen am 6. November 2021.
27. ↑  Stadtportal der Landeshauptstadt Graz, Sonja Tautscher: Endergebnis der Gemeinderatswahl 2017 - Stadtportal der Landeshauptstadt Graz. Abgerufen am 17. Juli 2018.
28. ↑  Grazer Stadtregierung erweitert Programm. steiermark ORF at/Agenturen red, 4. Februar 2020, abgerufen am 29. September 2020.
29. ↑  Positive Bilanz der Special Olympics 2017: 80.000 Fans vor Ort und 3,87 Millionen vor dem TV. Abgerufen am 6. Oktober 2020.
30. ↑  Liebenauer Eishalle: Start der Umbauarbeiten. 15. März 2016, abgerufen am 6. Oktober 2020.
31. ↑  Stadtportal der Landeshauptstadt Graz, Michaela Krainz: Eishalle B ist fertiggestellt - Stadtportal der Landeshauptstadt Graz. Abgerufen am 6. Oktober 2020.
32. ↑  1. Green Tech Hub Österreichs eröffnet in Graz. Abgerufen am 12. Oktober 2020.
33. ↑  Graz investiert 30 Millionen in Klimaprojekte. 6. September 2019, abgerufen am 12. Oktober 2020.
34. ↑  Grazer Budget für Klimaprojekte verdoppelt. 14. November 2019, abgerufen am 12. Oktober 2020.
35. ↑  Grazer Murkraftwerk offiziell in Betrieb. 9. Oktober 2019, abgerufen am 12. Oktober 2020.
36. ↑  Die Grazer Augartenbucht ist eröffnet! Abgerufen am 12. Oktober 2020.
37. ↑  Gerald Winter-Pölsler: Verkehrswende: Graz steigt in den Sattel: 100 Millionen Euro für den Radverkehr. 22. Oktober 2019, abgerufen am 12. Oktober 2020.
38. ↑  Termin fixiert: Graz wählt am 26. September. In: steiermark.orf.at. 28. Juni 2021, abgerufen am 6. November 2021.
39. ↑  Bürgermeister Nagl tritt zurück. In: steiermark.ORF.at. ORF Steiermark, 26. September 2021, abgerufen am 26. September 2021.
40. ↑  Hans Rauscher: "Schützende Hand". In: DerStandard.at. 27. September 2021, abgerufen am 6. Oktober 2021.
41. ↑  ÖVP: Nagl übergibt an Hohensinner. In: ORF.at. 27. September 2021, abgerufen am 28. September 2021.
42. ↑  Homo-Ehe: Keine Zeremonie im Grazer Trauungssaal. In: Die Presse. Abgerufen am 18. Juli 2018.
43. ↑  VP-Nagl öffnet Trauungssaal für Lesben und Schwule. In: Der Standard. 19. August 2013, abgerufen am 29. September 2020.
44. ↑  Graz: Aufregung um Siegfried Nagl. In: der Standard.at. 22. Dezember 2003, abgerufen am 19. Juni 2019.
45. ↑  Büro des Bürgermeisters Siegfried Nagl: Murkraftwerk Entscheidung | Büro des Bürgermeisters Siegfried Nagl. 22. November 2017, abgerufen am 19. Juli 2018.
46. ↑  Murkraftwerk: "Auf brutale Weise Fakten schaffen". In: Die Presse. Abgerufen am 13. September 2018.
47. ↑  Grünes Licht für Grazer Olympia-Bewerbung 2026. In: Der Standard. Abgerufen am 13. September 2018.
48. ↑  Olympia 2026: Wenig Neues bei Infoveranstaltung in Graz. In: Die Presse. Abgerufen am 13. September 2018.
49. ↑  Nagl-Rücktritt: Eine Ära geht zu Ende. 27. September 2021, abgerufen am 6. November 2021.
50. ↑  St. Georgs-Orden: Ordenstag in Wien. In: Chronik 2018 auf der Website des St. Georgs-Ordens, Bericht vom Ordenstag in Wien am 21. April 2018, abgerufen am 9. Jänner 2023.
51. ↑  Ehrenritter – St. Georgs-Orden. Abgerufen am 9. Januar 2023 (deutsch).
52. ↑  Siegfried Nagl mit dem Ehrenring des Landes Steiermark ausgezeichnet. In: steiermark.at. 30. Mai 2022, abgerufen am 30. Mai 2022.
53. ↑  Nagl wurde Ehrenbürger der Stadt Graz. In: ORF.at. 17. November 2022, abgerufen am 17. November 2022.

| Vorgänger     | Amt                                                      | Nachfolgerin |
| ------------- | -------------------------------------------------------- | ------------ |
| Alfred Stingl | Bürgermeister von Graz 27. März 2003 – 17. November 2021 | Elke Kahr    |

| Personendaten    | Personendaten                    |
| ---------------- | -------------------------------- |
| NAME             | Nagl, Siegfried                  |
| KURZBESCHREIBUNG | österreichischer Politiker (ÖVP) |
| GEBURTSDATUM     | 18. April 1963                   |
| GEBURTSORT       | Graz                             |